# Conquest of the Crystal Palace
Conquest of the Crystal Palace (魔天童子?, Matendōji) è un videogioco a piattaforme sviluppato da Quest e pubblicato nel 1990 per Nintendo Entertainment System.
Tra gli autori del gioco figurano Yasumi Matsuno e Masaharu Iwata che in seguito hanno collaborato in Square.

## Trama
Il protagonista Farron deve introdursi all'interno del Crystal Palace, aiutato dal cane Zap, per sconfiggere il malvagio Zaras.